# Quiétisme
Le quiétisme est un mouvement mystique et spirituel au sein du christianisme qui a émergé au XVIIe siècle. D'abord condamné par l'Église, il a malgré tout influencé le catholicisme. On retrouve également le quiétisme dans la doctrine de la lumière intérieure des quakers. Il met l'accent sur la contemplation et le silence intérieur et la recherche de l'union directe avec Dieu. Cet itinéraire spirituel de « cheminement vers Dieu » se caractérise par une grande passivité spirituelle et un abandon total à la volonté divine. Pour les quiétistes, l'union à Dieu avant la mort est le but de la vie chrétienne. 
Selon le père Jean-Robert Armogathe, l'attitude dite quiétiste est caractéristique de toute mystique et de la mystique chrétienne de façon générale. Une querelle autour du quiétisme apparaît de façon forte au XVIIe siècle.

## Étymologie
Le terme « quiétisme » dérive du mot latin quietus, qui signifie « calme » ou « tranquille ». Le mot hésychasme qui est parallèle au mot quiétisme se traduit en français par tranquillité ou quiétude.

## Historique

### Origines

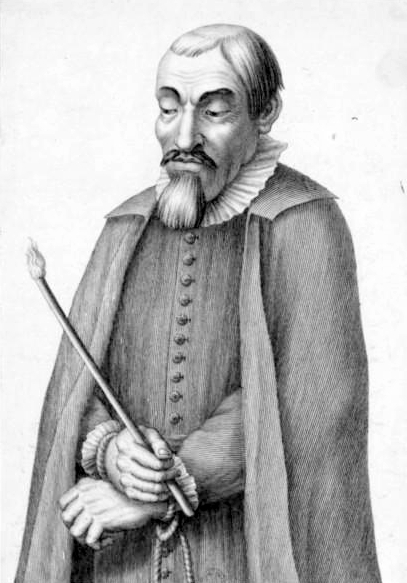
Miguel de Molinos lors de son abjuration à l'église de la Minerve (Rome), en 1687

Le quiétisme est un courant spirituel rattaché à des traditions plus anciennes dans le christianisme telle que l'hésychasme des XIIIe et XIVe siècles, ou la devotio moderna des XIVe et XVe siècles,.
Le quiétisme prend naissance en Italie vers la fin du XVIIe siècle. Il fut prêché par un prêtre et théologien espagnol, Miguel de Molinos (1628-1696), qui expose cette doctrine dans son Guide philosophique (1675). Dans son ouvrage, le père Molinos explique que « lorsque l'âme parvient à s'unir étroitement à Dieu, elle se trouve dans un état de repos parfait (quies en latin se traduit par « repos »), et n'a plus alors ni acte à produire, ni effort à faire, ni même résistance à opposer à la tentation : l'âme ne pèche plus, même si elle semble aller à l'encontre de la loi de Dieu ».
La conséquence de ces thèses serait une mésestime de la structure hiérarchique de l'Église catholique (la contemplation se faisant en dehors de tout cadre d'Église), le refus de tout désir pour soi et de tout acte (prière, remerciement, résistance à la tentation) et l'abandon au péché : le péché sans consentement ne troublant pas la parfaite union avec Dieu.
Cette doctrine « accusée de mépriser l'autorité ecclésiastique et de prôner une morale relâchée » est condamnée par le pape Innocent XI dans la bulle Coelestis Pastor (le pasteur des cieux) en 1687. Molinos, obligé d'abjurer publiquement, finit sa vie en résidence surveillée dans un couvent[réf. nécessaire].

### Relance du quiétisme en France
Après cette condamnation, une jeune mystique française, Jeanne-Marie Bouvier de la Motte, connue sous le nom de  Madame Guyon, (1648-1717) répand une théorie du « pur amour de Dieu » assez proche de celle de Molinos. Sa doctrine représente une réaction anti-intellectualiste et anti-activiste voisine du piétisme protestant qui se développe à la même époque en Hollande et en Allemagne. Ses écrits l'amènent, à plusieurs reprises, à être consignée dans un couvent. Fénelon, séduit par les idées de Madame Guyon, s'en fait le promoteur et le défenseur.

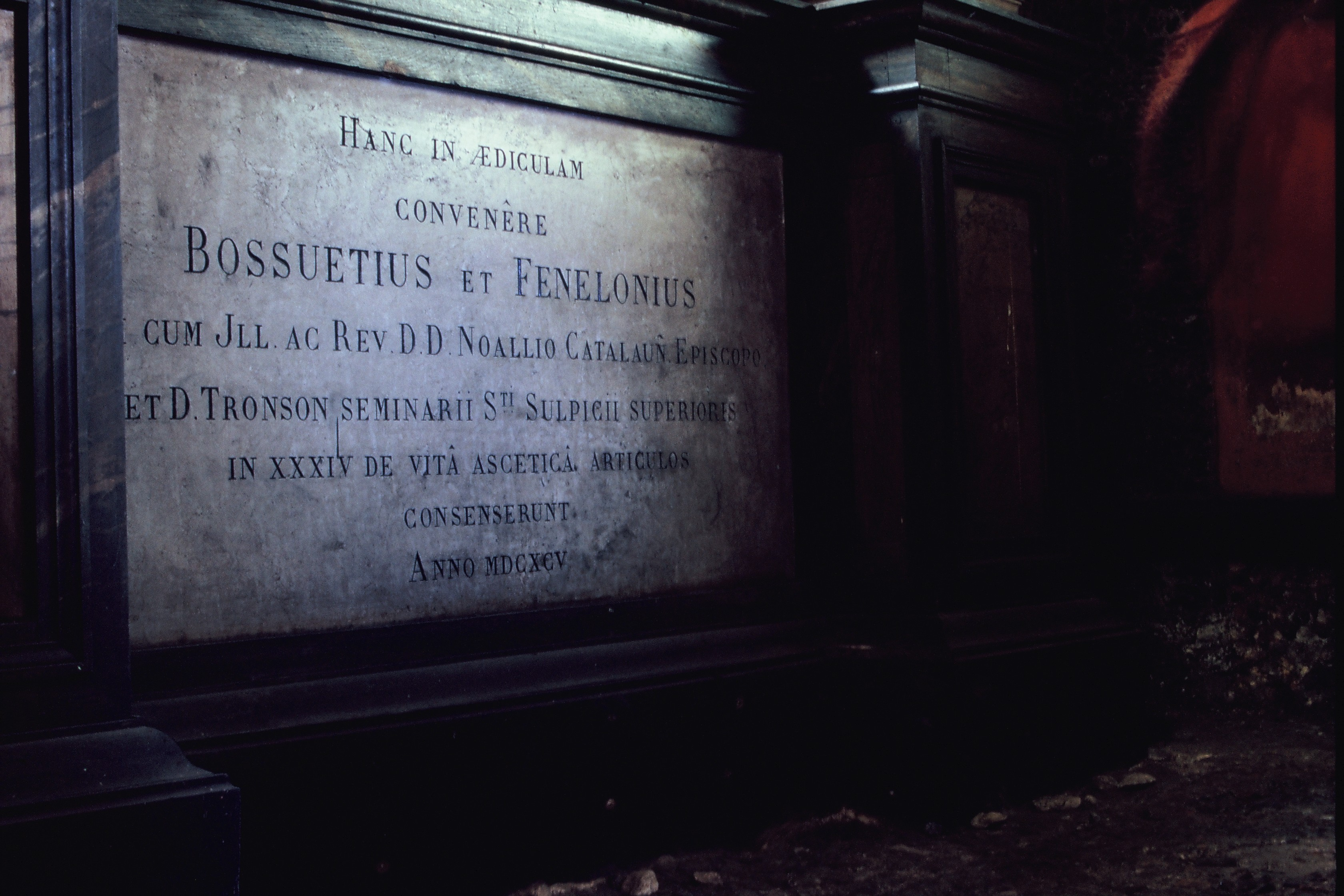
Plaque commémorant le débat sur le quiétisme entre Bossuet et Fénelon. Séminaire Saint-Sulpice, Issy-les-Moulineaux.

En 1695, une commission est constituée à la demande de Louis XIV (sous l'influence de Madame de Maintenon). Cette commission, présidée par Bossuet, condamne les idées de Madame Guyon. Mais en 1697, Fénelon publie une Explication des maximes des saints sur la vie intérieure où il défend la doctrine du « pur amour » en s'appuyant sur les Pères grecs (Clément d'Alexandrie et Jean Cassien, notamment) et sur de nombreux mystiques chrétiens occidentaux[réf. nécessaire].
Une controverse s'engage entre Fénelon et Bossuet, qui se termine en 1699 par la condamnation de l'ouvrage de Fénelon par le pape Innocent XII.

### Conséquences de cette condamnation
Cette condamnation qui marque la victoire de Bossuet sur Fénelon jette le discrédit sur le mysticisme chrétien au cours du siècle suivant et entraîne en France sa disparition, ce que l'historien Louis Cognet a appelé « le crépuscule des mystiques ». Le catholicisme français reste marqué par cette querelle qui aboutit selon Henri Bremond « à la fin de la faim de Dieu »,,.
Ainsi, plusieurs mystiques, parfois même antérieurs à Molinos, furent considérés par certains auteurs comme « quiétistes ». Ce fut le cas par exemple de Thérèse d'Avila, ce qui incita un auteur comme Robert Arnauld d'Andilly à la dédouaner.
De même Jean de la Croix, cité et repris par Fénelon dans son livre Maximes des Saints, se retrouve implicitement disqualifié en France par la condamnation du quiétisme.

## Mystique chrétienne, oraison et quiétisme
Le quiétisme occidental est souvent comparé avec l'hésychasme pratiqué par les Pères du désert et toute la tradition orthodoxe, tous deux partageant en effet la quête d'union avec le divin, la recherche de l'illumination intérieure et la communion avec Dieu, anticipant, ainsi, avant la mort, de façon fugace, le Royaume éternel. Certains critiques occidentaux du  quiétisme dénoncent l'accent sur la contemplation silencieuse et l'abandon intérieur pour atteindre l'union avec Dieu en l'opposant à l'hésychasme oriental qui au contraire privilégierait la prière active, notamment la répétition du Nom de Jésus. Cette opposition est abusive, les quiétistes occidentaux pratiquaient les prières d'aspiration et les oraisons jaculatoires qu'il faut considérer comme des pratiques similaires à celles des hésychastes orientaux. Les quiétistes comme de nombreux mystiques accusés trop rapidement de panthéisme défendent une expérience chrétienne reconnue comme centrale par la théologie des Pères grecs et la théologie orthodoxe. De récents travaux défendent une approche oecuménique du quiétisme occidental et de l'hésychasme,,. La prise en compte de ces travaux permet progressivement d'intégrer le quiétisme occidental au sein d'une vision plénière de la spiritualité et de la mystique chrétienne, comme en témoinge le livre du théologien orthodoxe roumain Dumitru Stanilaoë, Théologie ascétique et mystique de l'Eglise orthodoxe.
Si l'Église catholique, dans son catéchisme, appelle chaque chrétien à une vie mystique et à l'« union intime avec Dieu », elle indique néanmoins plusieurs points de désaccord avec la doctrine prônée par Molinos :
- absence d'efforts une fois l'âme unie à Dieu : pour l'Église, l'union à Dieu demande un effort permanent de la volonté et de l'intelligence pour garder « un cœur droit ». Le témoignage des autres chrétiens (les saints) sont une aide importante pour progresser[18].
- inutilité des sacrements : pour l'Église, « recevoir l’Eucharistie dans la communion porte comme fruit principal l’union intime au Christ Jésus. »[19].
- inutilité de la prière : pour l'Église, la prière est une démarche d'amour vers Dieu, une réponse à la démarche de Dieu vers l'homme. Elle doit donc se poursuivre jusqu'à l'union et même après[20].

De son côté, Thérèse d'Avila qui a longuement parlé de l'oraison dans différents ouvrages, a également mis en garde les supérieures de ses couvents de carmélites contre des attitudes proches du quiétisme. Dans son livre Les fondations, elle recommande dans un premier temps la fermeté : d'exiger l'obéissance des religieuses « mélancoliques » (l'obéissance et l'humilité s'opposent à l'orgueil de la présumée fautive et révèle sa vertu), au besoin leur donner une nourriture plus riche et abondante (pour pallier les faiblesses physiques pouvant être la cause d'illusions-hallucinations), de supprimer temporairement les temps de prières et d'oraison. Pour Thérèse, les vertus croissent avec l'union de l'âme à Dieu, elles sont donc un bon indicateur du cheminement de l'âme vers Dieu, ou non.

## Chez les quakers
George Fox, le fondateur du quakerisme, était arrivé à la conclusion que la seule vraie spiritualité ne pouvait être atteinte qu'en se rendant disponible à l'Esprit-saint au travers du silence, et c'est sur cette fondation assez proche du quiétisme qu'il construisit le mouvement quaker. La pensée quiétiste joua également un rôle important parmi les quakers britanniques de la fin du XIXe siècle, lorsqu'un pamphlet intitulé « Une foi raisonnable » (A Reasonable Faith, by Three Friends) fut publié par les quakers William Pollard, Francis Frith et W. E. Turner (en 1884 et 1886) ; cette publication fut à l'origine d'une vive polémique avec l'aile évangélique du mouvement quaker[réf. nécessaire].

## Écrivains adeptes catholiques de cette doctrine
- Les grandes auteures béguines (XIIIème)
- L'auteur du Nuage d'Inconnaissance (XIème siècle)
- François Leclerc du Tremblay (1577-1638)
- Benoit de Canfeld (1562-1611)
- Jean-Joseph Surin (1600-1665)
- Jean de Bernières (1602-1659)
- François Malaval (1627-1719)
- Madame Guyon (1648-1717)
- Fénelon (1651-1715)
- André Michel Ramsay (1686-1743)
- Jean-Pierre de Caussade (1675-1751)